# Stomafrontia albifasciata
Stomafrontia albifasciata är en fjärilsart som beskrevs av George Francis Hampson 1905. Stomafrontia albifasciata ingår i släktet Stomafrontia och familjen nattflyn. Inga underarter finns listade i Catalogue of Life.